# Nagroda im. Barbary N. Łopieńskiej
Nagroda im. Barbary N. Łopieńskiej – polska nagroda przyznawana w latach 2004–2014 za najlepszy wywiad prasowy, utworzona z inicjatywy redakcji Polityki, Res Publica Nowa, Gazety Wyborczej, Tygodnika Powszechnego, Press, Vivy!, Twojego Stylu: czasopism, z którymi współpracowała Barbara Łopieńska. Nagrodą było 10.000 zł. W grudniu 2015 redakcja Polityki oznajmiła, że nagroda nie będzie kontynuowana z powodu zbyt małego zainteresowania konkursem ze strony mediów.

## Laureaci
- Teresa Torańska (2004)[4]
- Anna Żebrowska (2005)[4]
- Katarzyna Bielas (2006)[4]
- Włodzimierz Kalicki (2007)[4]
- Dariusz Zaborek (2008)[4]
- Angelika Kuźniak (2009)[4]
- Tomasz Kwaśniewski (2010)[4]
- Justyna Dąbrowska (2011)[4]
- Przemysław Wilczyński (2012)[4]
- Grzegorz Sroczyński (2014)[5]
- Małgorzata I. Niemczyńska (2014)[1]